# Wolfgang Franz (Politiker)
Wolfgang Franz (* 24. November 1945 in Schleswig) ist ein deutscher Politiker der SPD und ehemaliges Mitglied der Hamburgischen Bürgerschaft.

## Leben und Beruf
Nach der Schule absolvierte Wolfgang Franz eine Ausbildung als Elektromechaniker. Dort war er unter anderem als Konstrukteur beschäftigt. Es folgte auf dem zweiten Bildungsweg ein Studium der Rechtswissenschaften und Betriebswirtschaftslehre. Er arbeitet als selbständiger Rechtsanwalt.

## Politik
Wolfgang Franz war Mitglied der Hamburgischen Bürgerschaft in der 16. Wahlperiode von 1997 bis 2001. Für seine Fraktion saß er im Verfassungsausschuss, Stadtentwicklungsausschuss sowie im Rechtsausschuss. Von 2001 bis 2004 war er Vorsitzender des Verfassungsausschusses und brachte maßgeblich das neue Wahlrecht und die „Volksgesetzgebung“ auf den Weg.